# الدولة الزندية
الدَّولة الزنديَّة (بالفارسية: دودمان زندیان) أو إيران الزنديَّة (بالفارسية: ایران زندی) أو ممالك إيران المحروسة (بالفارسية: ممالک محروسهٔ ایران) هي دولة إيرانيَّة شيعيَّة أسَّسها كريم خان زند الذي حمل لقب «وكيل الرعايا». وقد دام مُلكُها مِن سنة 1751 حتى 20 مارس 1794. شملت في بادِئ أمرها وسط وجنوب إيران ثم توسَّعت لاحقًا حتى ملكت أجزاءً كبيرةً من الأراضي الإيرانيَّة المُعاصرة إضافةً إلى أذربيجان وأرمينيا وجورجيا.
ينحدر الزند من إحدى القبائل الكردية الفيلية التي استوطنت منطق جنوب إيران. سنة 1731 م قام نادر شاه بطردهم من مناطقهم إلى خراسان . عاد الزند مجددا إلى منطقة الجنوب يقودهم كريم خان زند . استولى كريم خان (1750- 1779 م) على مناطق جنوب إيران ثم تلقب بالوكيل . بعد فتح مازندران (1759 م) ثم أذربيجان ( 1762 م ) أصبح يملك مناطق واسعة في إيران باستثناء منطقة خراسان، وحاصر البصرة حتى خرج أعيانها إلى القائد صادق خان وطلبوا منه الأمان، ولكنه دخلها فأباحها أياماً وعمل فيها من الهتك ما لم يُسمع به في ملة قطّ، وسُبّ أصحاب محمد على المنابر. وفي هذه الفترة برز القائد محمد خان الزندي الذي حافظ على حدود إيران الغربية وهزم الجيش المملوكي في معركة وأجبر قائد الجيش المملوكي على الانسحاب إلى كركوك ولم يستطع القائد المملوكي بعدها على مواصلة حربه وأُرغم على الرجوع إلى مقره في جولان . قاد دولته إلى أوجها الاقتصادي (ازدهار التجارة مع الهند ، التحكم في مداخيل الضرائب، تطوير نظام الري) كما جعل من عاصمته ( شيراز ) مركزا ثقافيا مهما . بعد وفاته دخلت البلاد في حالة فوضى . استمرت الحروب حتى سقوط آخر الزند سنة 1794 م في كرمان على يد القاجار ، والذين خلفوهم في إيران.

## التاريخ

### كريم خان زند
نشأت الأسرة الحاكمة على يد كريم خان زند، زعيم قبيلة زند، واحدة من عشائر اللاكي، وطائفة من شعب اللور، الذين ربما ينحدرون من أصل كردي. نقل نادر شاه قبيلة زند من موطنهم في جبال زاغروس إلى سهوب خراسان الشرقية. بعد موت نادر، عادت قبيلة زند، بتوجيه من كريم خان، إلى أرضها الأصلية. بعد تنصيب عادل شاه ملكًا، انشق خان وجنوده عن الجيش، وانضم إليهم علي مراد خان بختياري وأبو الفتح خان حفت لانغ، وهما زعيمان محليان آخران، ليصبحا خصومًا بارزين، ولكنهم بالمقابل لقوا عددًا من الخصوم الآخرين. كان أبو الفتح خان مسؤولًا أعلى، وأصبح كريم خان قائدًا للجيش وعلي مراد خان هو الحاكم.
أعلن كريم خان عاصمته شيراز، وفي عام 1778 أصبحت طهران العاصمة الثانية. تمكن من السيطرة على الأجزاء الوسطى والجنوبية من إيران. من أجل إضفاء الشرعية على حكمه، وضع كريم خان الطفل الشاه إسماعيل الثالث، حفيد آخر ملك صفوي، على العرش في عام 1757. كان إسماعيل مجرد ملك رمزي، في حين تركزت السلطة كلها في يد كريم خان. اختار كريم خان أن يكون القائد العسكري، وكان علي مردان خان هو الحاكم المدني. سرعان ما تمكن كريم خان من القضاء على شريكه وعلى الملك الدمية، وأسس في عام 1760 سلالته الحاكمة. رفض قبول لقب الملك، وأطلق على نفسه اسم «وكيل الرعايا» (حماة الشعب).
بحلول عام 1760 هزم كريم خان جميع منافسيه وسيطر على أنحاء إيران فيما عدا خراسان في شمال شرق البلاد التي حكمها شاهرخ ميرزا. أفضت حملاته الخارجية ضد آزاد خان في أذربيجان وضد المماليك في بلاد ما بين النهرين إلى جعل كل من آذربيجان ومقاطعة البصرة تحت سيطرته. إلا أنه لم يتوانى عن حملاته ضد عدوه اللدود محمد حسن خان قاجار، زعيم فصيل قاجار قویونلو. هزم الأخير على يد كريم خان، وأحضر ولداه آغا محمد خان وحسين قولي خان قاجار إلى شيراز رهينتين.
من المعالم الأثرية لكريم خان في شيراز قلعة كريم خان زند وبازار وكيل وعدد من المساجد والحدائق. تكفل أيضًا ببناء قصر في مدينة طهران، العاصمة المستقبلية لسلالة القاجار.

### التراجع والانهيار
أدى مقتل كريم خان في عام 1779 إلى جعل أراضيه عرضة لتهديدات أعدائه. كان نجله وخليفته أبو الفتح حاكمًا غير كفء متأثرًا بعمه (وقائد كريم خان)، زكي خان. فضل حكام آخرون أيضًا، مثل علي مراد وجفار خان، في اتباع سياسات كريم خان، وسرعان ما تعرضت البلاد لهجوم من جميع الجهات.
كان الأعداء الألداء للزند، زعماء القاجار، بقيادة الرهينة السابق آغا محمد خان، متقدمين ضد المملكة المنحدرة. في نهاية المطاف، أعلن لطف علي خان، ابن أخ كريم خان، نفسه الملك الجديد سنة 1789. قضى فترة حكمه (التي استمرت حتى عام 1794) في معظمها يخوض حربًا ضد قاجار خان. ألقي القبض عليه في النهاية وقتل بوحشية في قلعة بام، الأمر الذي أنهى فعليًا وجود الأسرة الزندية.
من الأهمية بمكان من الناحية السياسية ذكر أن الزنديين، وعلى الأخص كريم خان، أطلقوا على أنفسهم مسمى «وكل الرعايا» (أي حماة الشعب) بدلاً من الملوك. بخلاف القيمة الدعائية الواضحة التي يتسم بها اللقب، إلا أنه يمكن أن يكون انعكاسًا للمطالب الشعبية في ذلك الوقت، الذين ترقبوا حكامًا ذوي ميول شعبية بدلاً من الزعامة المطلقة للملوك الذين كانوا منفصلين تمامًا عن واقع الشعب، مثل السلالة الصفوية التي سبقتهم.

## الحكام
| الحاكم                    | بداية حكمه | نهاية حكمه |
| ------------------------- | ---------- | ---------- |
| ابو المهاجر احمد خان      | 1765       | 1779       |
| أبو القاسم محمد خان       | 1779       | 1779       |
| ابو يحيى زكريا خان        | 1779       | 1779       |
| ابو عثمان احمد خان الثاني | 1779       | 1779       |
| ابو يعقوب يوسف خان        | 1779       | 1781       |
| ابو الحسن علي مراد خان    | 1781       | 1785       |
| ابو سليمان خالد خان       | 1785       | 1785       |
| ابو عبد الله عثمان خان    | 1785       | 1789       |
| ابو محمد جعفر خان         | 1789       | 1789       |
| ابو جعفر عبدالله صالح خان | 1789       | 1794       |